# Gyárfás Tamás (sportvezető)
Gyárfás Tamás (Budapest, 1949. március 22. –) sportriporter, sportvezető, televíziós producer, a Magyar Úszó Szövetség elnöke 1993 és 2016 között, az Európai Úszószövetség, a Nemzetközi Úszószövetség és a Magyar Olimpiai Bizottság alelnöke, magyar-történelem szakos tanár.
2024. február 8-án a Fővárosi Törvényszék bűnösnek találta Fenyő János médiavállalkozó 1998-ban történt meggyilkolásában, mint felbujtót és hét év fegyházbüntetést szabott ki rá. A másodfokú bíróság 2025. április 10-én az elsőfokú ítéletet helyben hagyta, viszont a büntetést börtönfokozatúra enyhítette.

## Pályafutása

### Pályakezdése (–1989)
Édesapja anyagbeszerző, édesanyja áruházi eladó volt. Szerény körülmények között, egy négyes fővárosi társbérletben éltek. Magyar-történelem szakos tanári diplomája után 1972-ben sportújságíróként helyezkedett el a Népsport című sportlapnál, ahol tizennyolc évig dolgozott. Elhivatott, szorgalmas, ugyanakkor ambiciózus és törtető munkatársnak jellemezték akkori kollégái, mely tulajdonságok később a sportdiplomácia területére is elvezették. 1984-ben, a Los Angeles-i olimpia évében kapcsolatainak köszönhetően az amerikai Sport Illustrated című lap felkérte, hogy a magazin kifejezetten az olimpiára készülő kiadványában írjon bemutatócikkeket a szocialista országokból érkező sportolókról, ezért három hónapra meghívták New Yorkba. Kint tartózkodása idején tudta meg, hogy az olimpiát a szocialista országok bojkottálják, de a Népsport főszerkesztője révén ő tudósíthatott Los Angelesből, ha már az országban volt.
Ekkor ismerkedett össze a jómódú emigráns vállalkozóval, Bodnár Györggyel, aki számos kétes ügy révén gazdagodott meg, így egy időben profi hamisítóként is tevékenykedett. Bodnár aztán Gyárfáson keresztül ismerte meg a NOB tag Békesi Lászlót, aki a rendszerváltás után a Németh-kormány pénzügyminisztere lett, és segítette Bodnár budapesti kaszinójának a működését. Gyárfás ekkor könyvet is írt a Los Angeles-i olimpiáról, melynek Békesi volt a lektora, ami miatt az 1985-ös megjelenését követően az MSZMP Politikai Bizottsága vizsgálatot indított, mert szerintük Gyárfásék nem egyeztettek a párttal, valamint saját zsebre dolgoztak, a kötet kiadását végző gazdasági munkaközösség pedig szerintük tiltott hirdetésszervezést folytatott, de Gyárfás szerint az volt a bajuk a könyvvel, hogy az „nem támasztotta alá a bojkottot, az olimpia hőseiről szólt, a résztvevőket és nem a távolmaradókat ünnepelte.” Gyárfást lefokozták a Népsportnál, de az 1988-as szöuli olimpiáról is megint tudósíthatott. Ekkor, a rendszerváltás idején azonban Bodnár unszolására már az üzleti világ kezdte érdekelni, és Bodnár személyében egy tőkeerős befektetőt is maga mellett tudhatott.

### Üzletemberként (1989–1993)
Ketten indították 1989 januárjában a Sport Plusz nevű sportbulvárlapot, aminek először Bodnár, majd Gyárfás lett a tulajdonosa. Gyárfás ekkor ismerte meg Havas Henriket, akit meg akart nyerni az újságnak. Ezután ügyvezető lett Bodnár első nagy magyarországi vállalkozásában, a Szaknévsor nevű sárga telefonkönyvet kiadó és 1988-ban alapított HTD Szaknévsor Kiadó Kft.-ben. 1989-ben indult az első kereskedelmi magántelevízió is, a Nap TV, melyet Székely Ferenc alapított, majd egy joghézagot kihasználva elérte, hogy Budapest vonzáskörzetében fogható legyen. Havas ebben a műsorban volt riporter és Gyárfás rajta keresztül került kapcsolatba Székellyel és a Nap TV-vel, mivel Gyárfás sportrovatot kívánt a műsorban indítani. Ekkor tudta meg, hogy a televízió a csőd szélén van, és felajánlotta, hogy rendezi az anyagi hátteret. A konstrukció lényege az volt, hogy ezentúl ő értékesíti a reklámidőt és biztosítja a pénzt a működéshez, illetve, hogy a Nap TV-t készítő cégben tulajdonrészhez jut. A konstrukció értelmében a hozzájárulása arányában szerzett végül többségi tulajdonrészt a tévében Bodnárral közösen. Havas szerint „ő és Forró Tamás riporter voltak a sztárok, Székely jelentette a szakmai hátteret és Gyárfás volt az üzletember.” Mindene a Nap TV volt, ismerői szerint a családját is hanyagolta a munkamániája miatt, nem járt el sem szórakozni, sem nyaralni, miközben mindenen igyekezett rajta tartani a szemét. Kínosan ügyelt rá, hogy a televízió ne pazaroljon, ezért igyekeztek mindig magukhoz hívni az aktuális vendégeket, főleg politikusokat, de egyéb téren is nagyon spórolós volt. Bár lehajolt az apróért, Gyárfás üzletemberként sokszor hatalmas összegekről döntött villámgyorsan. Több olyan történet is keringett, ami arról szólt, hogy ha Gyárfás érdeke úgy kívánta, rendesen belenyúlt a zsebébe. Állítólag volt olyan eset, amikor egy külföldi magánnyomozónak fizetett ki egy nagyobb összeget, hogy az egyik üzleti riválisa eltitkolt külföldi vagyonát feltárja, de Gyárfás tagadta a híresztelést. Bár érték kritikák a televíziót, a nézettségi adatok Gyárfást igazolták, aki így okkal mondhatta azt, hogy nincs abban semmi kivetnivaló, ha a nézettségért cserébe a hirdetési bevételek a cégét gazdagítják.
Gyárfásnak közben konfliktusai voltak Princz Gáborral, az egykori Postabank volt igazgatójával, és Fenyő János médiavállalkozóval, mert mindkettő meg akarta szerezni a Nap TV-t. 1990-ben a Postabank a televízió egyik tulajdonosa lett, mígnem egy belvárosi étterem bérleti jogáért cserébe a bank kivonult a tévéből. Maga Gyárfás sem tagadta a konfliktusokat Princz-cel, de arra nem emlékezett, hogy amíg Princz résztulajdonos volt elmaradozott volna a fizetés, ahogy erre a kollégái emlékeztek. Princz viszont Gyárfás nyerészkedő megállapodásait nehezményezte. Fenyő is szemet vetett a televízióra, és mikor Székely Ferenc 1994-ben a köztelevízió alelnöke lett szövetkezett Fenyővel.
A két üzletember közötti kapcsolat elmérgesedése azonban nem ezzel kezdődött, hanem az RTV újság kiadói jogainak birtoklásával. Az újság reklámfelületként akkoriban jelentős profitot hozott, kiadási jogát pedig Gyárfás 1993-ban eladta Fenyőnek, ám eltitkolta előtte, hogy a kiadói jogok rövidesen lejárnak, ezért utóbbi úgy érezte átverték.
Az RTV újság miatti veszteségért Fenyő bosszúból alá akarta ásni Gyárfás jó hírnevét és ki akarta szorítani az üzleti életből. A Gyárfás és Fenyő közti konfliktusba a nagypolitika is beleszólt: 1997-ben az akkori kormányfő, Horn Gyula is arról győzködte Fenyőt, hogy hagyja békén a producert. Mikor aztán Fenyőt 1998-ban meggyilkolták, a korábbi vita miatt Gyárfás neve is felmerült megbízóként, de Gyárfás és Fenyő addigra már rendezte a konfliktusait. Gyárfás egy ízben ki is jelentette, hogy semmi köze Fenyő halálához. Ettől függetlenül a pletykák megmaradtak, főleg miután Gyárfás alkalmanként nyomást gyakorolt médiumokra, amikor azok a gyilkosságban vélelmezett szerepével foglalkoztak. Volt, hogy az ügyvédje irodájába zárt újságírókat, míg azok meg nem ígérték, hogy nem írnak az ügyről, máskor Havas Henriket hívta fel számon kérően, mikor a TV2 Mokka című műsorában került szóba az érintettsége.
Az első Orbán-kormány hatalomra kerülése után a Nap TV-t száműzte a köztévé, de Gyárfásnak volt hova mennie. Először a TV3, majd miután az csődbe ment, az ATV fogadta be azonnal a műsort. Gyárfás szerint ebből is látszik, hogy amit csináltak, az jó volt, mert ha nem így lett volna, akkor nem kapkodtak volna utánuk. Amikor a Nap TV-nek mennie kellett a köztévéből a tulajdonostársak olcsón eladták a részüket Gyárfásnak, mivel attól tartottak, hogy a kisebb csatornákon a műsor nem lesz nyereséges, aki így 100 százalékos tulajdonosa lett a cégnek, ugyanakkor a műsor mégis nyereséges maradt és 2002-ben, a Fidesz bukása után visszakerült a köztelevízióba.
2007-re a Fidesz bojkottálta a Nap TV-t az állítólagos elfogultsága miatt, valójában azonban az állt a konfliktus hátterében, hogy szerintük Gyárfás meg akarta buktatni Schmitt Pál MOB-elnököt, aki ekkor a Fidesz politikusa volt. Gyárfás ugyanis még 2007 nyarán ultimátumot tett közzé Sport Pluszban, és egy decemberi időpontot jelölt meg a fideszes politikus távozására, de már szeptember 8-án, a MOB rendkívüli ülésén megpróbálták leváltatni az elnököt. Néhány MOB-tisztséget viselő kormánytag támogatta Gyárfást, de végül Schmitt maradt a pozíciójában. Gyárfás utólag azt állította, hogy valójában nem ő kezdeményezte Schmitt menesztését, és akik mindezt elindították, azok sorra kifaroltak. De mint mondta, a kezdeményezők között nem csak baloldali politikusok voltak. Azt viszont elismerte, hogy szerinte is Schmitt leváltási kísérlete volt a bojkott oka. Gyárfás egyik nyilatkozatában saját MOB-os karrierjét is feltette a váltás sikerére, Schmitt talpon maradása után azonban mégsem mondott le posztjáról. Hozzátette, hogy nagyon tiszteli Schmitt Pált „a kiváló sportvezetői tevékenységéért", és hogy az akcióval csak azt szerette volna elérni, hogy a fideszes politikus mindaddig, amíg EP-képviselőként külföldön van, csak tiszteletbeli elnök legyen, merthogy külföldről „senki nem tudna az operatív feladatokkal optimálisan megbirkózni". A bojkott folyományaként 2009-ben, amikor már nyilvánvaló volt, hogy a következő kormányzati ciklusban megint Fidesz kormány lesz, a köztévéből megint kirúgták a Nap TV-t. Gyárfásék ezután a Story TV-n próbáltak műsort indítani, de két héttel az indulás előtt a csatorna menedzsmentje visszalépett, mely mögött többen a Fidesz nyomásgyakorlását látták.

### A Magyar Úszó Szövetség elnökeként (1993–2016)
Gyárfás így elvesztette médiabefolyását, de az úszósportban továbbra is megmaradt a befolyása. 1993-tól huszonhárom éven át a Magyar Úszó Szövetség elnöke, a kétezres évek végén pedig sorra szerezte meg a nemzetközi szinten is rangos pozíciókat. 2008-ban az európai úszószövetség, a LEN alelnökévé választották, a francia, az orosz, a német, a holland és a spanyol jelöltet is megelőzte. Egy évvel később a Nemzetközi Úszó Szövetség, a FINA Bureau tagja lett. A LEN-ben már 2004 óta elnökségi tag volt, és onnantól ő lett a médiakapcsolatokért felelős vezető, így a Nap TV felszabadult infrastruktúráját a LEN-nek gyártott műsorok készítésére használta. 2012-ben a LEN gazdasági vezetője lett, 2013-ban a FINA alelnöke, 2015 nyara óta pedig a nemzetközi szövetség végrehajtói bizottságának tagja. A FINA alelnökeként a szervezet kommunikációs tevékenységének irányítása lett a feladata, így a cége a LEN mellett a FINA-nak is gyárt filmeket. 2010 óta a FINA 208 országába eljutó angol, arab és kínai nyelven készülő Fina Aquatics World Magazin főszerkesztője. Közben milliárdos vagyonát jelentő ingatlanjai jó részét állítása szerint eladta. Gyárfás azt mondta, hogy nem a pénz motiválta, mert ahogy fogalmazott: „megengedheti magának, hogy a kezdet kezdete óta az úszásért társadalmi munkában tevékenykedjen.”
A 2012-es londoni olimpia után az addig ellenségesebb Fidesz is barátibb hangot ütött meg vele szemben, mivel az olimpiai úszócsapat jó eredményeket produkált. Sportvezetőként őt is kitüntették, azonban apró közjáték zavarta meg a díjátadó eseményt, mert Balog Zoltán miniszter a díjátadáskor, a protokoll szerint szokásos kéznyújtással nem tisztelte meg Gyárfást. Ezt követően Orbán Viktorral is egyre többet mutatkozott együtt. Többen Gyárfás pozíciójának tudják be azt is, hogy 2013 júliusában egyhangú döntéssel ítélte Magyarországnak a FINA a 2021-es úszó- és vízilabda-világbajnokság rendezési jogát, amit a mexikói Guadalajara visszalépése miatt már négy évvel korábban, 2017-ben Budapest rendezhetett meg. A 2015-ös úszóvébé után kormányzati részről felajánlották neki, hogy ha szeretne tévét is indíthat, ezzel a lehetőséggel viszont már nem akart élni. Egy kormányzati szereplő viszont úgy nyilatkozott a Gyárfással való együttműködésről, hogy „a jó ügyért való együttműködést nem lehet és nem is szabad összekeverni a barátsággal."
2016 novemberében elmérgesedett a MÚSZ elnök és az úszók közötti kapcsolat. November 21-én Hosszú Katinka olimpiai bajnok úszó és sporttársai egy közös nyilatkozatot tettek közzé: "..a Magyar Úszószövetség jelenlegi, közel 20 éve regnáló vezetése – amely mögött megszűnt az az egység és bizalom, amivel az úszótársadalmat képviselni tudja – távozzon, és adjon teret az új korszak megszületésének." Gyárfás november 30-án lemondott a Magyar Úszó Szövetség elnöki tisztéről.

### Elnöksége után (2016–2018)
2017 januárjában Mészáros Lőrinc felcsúti polgármester és Orbán közeli barátja megvette Gyárfástól az addig tulajdonában lévő, korábban a Nap TV-nek is otthont adó Angol utcai épületegyüttest. Azt Gyárfás sem tudta megindokolni, hogy Mészárosnak miért pont az ő ingatlanjai kellettek, amit egyébként nem sokkal azelőtt újíttatott fel, de azt elmondta, hogy a polgármester-vállalkozó egy embere már előző év decemberében megkereste ez ügyben, majd az ingatlan egyik bejárásán maga Mészáros is megjelent, aki gyorsan meg is egyezett Gyárfással az adásvételről. Gyárfás állította, hogy akkor találkozott először Mészárossal, és hogy nem érzi, hogy az ingatlanvásárlás a kormányzat kompenzálása lett volna az úszószövetség elnöki székéből történt lemondásáért.
2017 szeptemberében újra jelölték Gyárfást az úszószövetség elnökének, miután utódját, Bienerth Gusztávot visszahívták az elnökségből, de Gyárfás közölte, hogy nem vállalja a jelöltséget, mert az okok, amelyek miatt lemondott, továbbra is fennállnak.

## Gyárfás Tamás és a Fenyő-gyilkosság
2018. április 17-én a rendőrség előállította és emberölésre való felbujtással gyanúsítva kihallgatta, majd őrizetbe vette a Fenyő-gyilkossággal kapcsolatban. Sajtóértesülés szerint a gyanúsítás alapja egy hangfelvétel, melyen Gyárfás Portik Tamással, az Energol Rt. 2016-ban elítélt vezetőjével beszélget a később Jozef Roháč által meggyilkolt Fenyő Jánosról. Gyárfás Tamás a kihallgatás során mindenre kiterjedő vallomást tett, tagadta a terhére rótt cselekményt és panaszt jelentett be a gyanúsítás, valamint az őrizetbe vétel ellen. A Fővárosi Főügyészség megállapította, hogy a bűncselekmény megalapozott gyanúja egyértelműen fennáll, ezért a panaszokat elutasította.
2019 elején a Fenyő-gyilkosság kapcsán új hanganyagok kerültek nyilvánosságra. 2019. július 30-án a Fővárosi Főügyészség előre kitervelten elkövetett emberölésre való felbujtásért vádat emelt ellene. Gyárfás jelenleg minden, az üggyel kapcsolatban ellene felhozott vádat tagad, szerinte 1998-ban már megszűnt az ellenségeskedés közte és Fenyő János között, sőt a médiabálon kezet is ráztak egymással. Perczel Tamás, Fenyő egykori munkatársa, aki már halálos betegen nyilatkozott az ügyről a Számvetés c. hatrészes dokumentumfilmben, elmondta, hogy az ellenségeskedés Gyárfás és Fenyő között nem sokkal a médiavállalkozó halála előtt kiújult, így voltaképp a két rivális között nem is jött létre valódi békekötés.
Az ügyben rengeteg bizonyíték és tanúvallomás elemzése, valamint a Portik Tamás részéről tapasztalható időhúzást követően 2024. február 8-án született elsőfokú, nem jogerős ítélet. Eszerint Gyárfás Tamás bűnös bűnsegédként felelős a Fenyő-gyilkosságért, amelynek felbujtója Portik Tamás, Gyárfás pedig jóváhagyója volt. Ezért a bíróság hét év fegyházra és tízévi közügyektől való eltiltásra ítélte. Portik Tamás, akit már több gyilkosság miatt is elítéltek korábban, életfogytiglani börtönt kapott. Mind Gyárfás, mind Portik fellebbezett az ítélet ellen, amit Gyárfás minden tekintetben megalapozatlannak tart.
A Fővárosi Ítélőtábla 2025. áprilisában másodfokon (jogerősen) helyben hagyta a szabadságvesztés mértékét, azonban bűnsegéd helyett felbujtóként ítélte el Gyárfást, továbbá fegyház helyett, börtönben kell letöltenie büntetését. Gyárfás Tamás 2025. május 16-án vonult be a Váci Fegyház és Börtönbe, ahol megkezdte büntetése letöltését, ahonnan időskorára való tekintettel áthelyezték a kecskeméti büntetésvégrehajtási intézetbe.

## Újságíróként
- A Népsport munkatársa (1972-1988). 1984-től a Külföld rovat vezetője, amerikai kosárlabda, vízilabda, úszás szakíró.
- FIBA magazinjának (International Basketball) főszerkesztője
- A Sport Plusz (1989-1991) és a Sport Plusz Foci főszerkesztője (1991-).
- 1989-ben a Magyar Újságírók Szövetségének (MÚOSZ) sportújságíró szakosztályának elnökségi tagja lett.
- A Nemzetközi Sportújságíró Szövetség (AIPS) megbízott főtitkárhelyettese. (1992)
- A MÚOSZ Sportújságíró-szakosztályának alelnöke. (1992)
- A Magyar Sportújságírók Szervezetének alelnöke. (1993-)
- Az AIPS főtitkárhelyettese. (1993-)
- Több sportkönyv szerkesztője.

### Televíziós karrierje
1989-től a Nap-kelte c. reggeli televíziós közéleti műsor producere, a Nap-kelte önálló sportrovatának vezetője, amellyel rendszeresen jelentkezett a műsoron belül. 2009. szeptember 25-én azonban pénzhiány miatt a műsor sugárzása megszűnt a Magyar Televízió 1-es és 2-es csatornáján. A rendszerváltás óta sugárzott műsor helyett új és korszerűbb reggeli közéleti műsort indított a Magyar Televízió.

## Művei
- Gyárfás Tamás–Radnóti László: Belépés nemcsak tornacipőben! Sportjátékok könyve; RTV-Minerva, Bp., 1977
- Amerika Los Angelesben. olimpia Amerikában; szerk. Gyárfás Tamás, Gyulai István; Magyar Diáksport Tanács, Bp., 1984
- Az olimpiák árnyai. Tanulmányok, visszaemlékezések, riportok; szerk. Gyárfás Tamás; MA-Produkt Kereskedelmi Iroda, Bp., 1984
- Olimpia 1988; szerk. Gyárfás Tamás; IPV, 1988
- A jövő bajnokai. Magyar úszó utánpótlás-program, 2013–2021; főszerk. Gyárfás Tamás, szerk. Csurka Gergely, Nagy Orsolya; Magyar Úszó Szövetség, Bp., 2014

## Sportdiplomáciai pályafutása
- 1979-ben az Európai Vízilabda Bizottság sajtóbizottságának elnöke lett.
- a Magyar Kosárlabda Szövetség delegáltja a MOB-ban (1989–).
- 1989-ben a Magyar Kosárlabda Szövetség alelnöke lett.
- 1990-ben a Nemzetközi Kosárlabda Szövetség nemzetközi bizottságának és sajtóbizottságának tagja lett.
- 1991-ben a Magyar Kosárlabda Szövetség társelnöke lett.
- A Sport Plusz SE elnöke (1993).
- 1993 és 2016 között a Magyar Úszószövetség elnöke. Újraválasztották: 1996 (lemondása után), 2000, 2004, 2008, 2012, 2015.[29]
- A MOB elnökségének tagja (1993–).
- 2004-től az Európai Úszószövetség elnökségének tagja, a médiakapcsolatokért felelős vezető.
- 2005-től a MOB alelnöke.
- 2008-tól az Európai Úszószövetség alelnöke, korábban a végrehajtó bizottságának tagja.[30]
- 2009-től a Nemzetközi Úszószövetség végrehajtó bizottságának tagja (újraválasztva: 2012).
- A 2006-os és a 2010-es budapesti úszó-, műugró-, műúszó- és nyíltvízi-Európa-bajnokság szervezőbizottságának elnöke.
- A 2012. évi labdarúgó-Európa-bajnokság horvát–magyar pályázati bizottságának magyar elnöke.
- A Magyar Olimpiai Bizottság alelnöke, a MOB sajtóbizottságának elnöke.
- 2010 augusztusában a 2010-es úszó-Európa-bajnokság ideje alatt az Európai Úszószövetség elnöke, Nory Kruchten a legrangosabb kitüntetésben részesítette az Eb magas színvonalú lebonyolításáért. Ugyanezt a kitüntetést Ruza József a szervezőbizottság igazgatója is átvehette.[31]
- 2012-től az Európai Úszószövetség gazdasági vezetője.[32]
- 2013 júliusától a FINA alelnöke lett,[33] és a szervezet kommunikációs tevékenységének irányításával bízták meg. Emellett a sportág fejlődéséért felelős bizottság tagja lett.[34] Alelnöki posztját 2017-ig töltötte be.[35]
- 2015 nyarától a FINA végrehajtó bizottságának a tagja.[36]

## Elismerései
- MOB-médiadíj (1988, 1992, 1997)
- A Magyar Köztársasági Érdemrend tisztikeresztje (2003)
- Az év sportvezetője (2004, 2005) (a Nemzeti Sportszövetség díja)
- A Magyar Érdemrend középkeresztje (2012)
- FINA-aranyjelvény (2016)[37]